# Edward Zacher
Edward Zacher (ur. 24 października 1903 w Jaworznie, zm. 13 lutego 1987 w Wadowicach) – doktor, polski duchowny katolicki, protonotariusz apostolski (infułat), kapłan archidiecezji krakowskiej.
Święcenia kapłańskie otrzymał 25 września 1927 z rąk arcybiskupa Adama Stefana Sapiehy. Następnie kontynuował studia w Rzymie, gdzie uzyskał stopień doktora teologii dogmatycznej.

## Praca duszpasterska
W latach 1929–1932 katecheta w Zakopanem.

### Wadowice – papieski katecheta
W latach 1932–1939, 1945–1955 oraz 1957–1960 katecheta w Gimnazjum im. Marcina Wadowity w Wadowicach. Od 1933 nauczyciel religii Karola Wojtyły, późniejszego papieża Jana Pawła II. W okresie międzywojennym prefekt Sodalicji Mariańskiej.
Od 15 września 1940 do 3 maja 1945 wikariusz parafii Ofiarowania NMP w Wadowicach.
Od 6 marca 1963 administrator parafii Ofiarowania NMP w Wadowicach. Zastąpił na stanowisku proboszcza parafii zmarłego 23 lutego 1963 księdza prałata Leonarda Prochownika.
Od 8 września 1965 do 25 czerwca 1984 proboszcz parafii Ofiarowania NMP w Wadowicach.
W 1976 rozpoczął zewnętrzny remont kościoła. Usunięto stary zabrudzony tynk, uzupełniono ubytki. Ściany pomalowano na kolor piaskowy, a wypukłe elementy architektoniczne na biało.
17 października 1978 po powołaniu Karola kardynała Wojtyły na Stolicę Piotrową wpisał do księgi parafialnej (Liber natorum) historyczne słowa: „Dnia 16 października 1978 r. wybrany został najwyższym kapłanem i przyjął imię Jana Pawła II”. Zdarzenie to sfotografował, jeden z najbardziej cenionych fotoreporterów europejskich, Chris Niedenthal.
7 czerwca 1979 gościł w Wadowicach papieża Jana Pawła II – odwiedzającego po raz pierwszy, jako głowa Kościoła, swoje rodzinne miasto.
Współzałożyciel muzeum biograficznego papieża Jana Pawła II mieszczącego się w jego domu rodzinnym w Wadowicach. Muzeum zostało otwarte 18 maja 1984 w 64. rocznicę urodzin Jana Pawła II. Nosiło ono nazwę Dom Rodzinny Ojca Świętego Jana Pawła II w Wadowicach.
Pełnił również funkcję dziekana dekanatu Wadowice – Północ.